# Alice Eagly
 (avril 2015).
Alice Eagly (née en 1938) est une psychologue sociale américaine qui a effectué de nombreuses recherches autour de la question des différences entre les sexes.

## Biographie
Née de Harold et Josara à Los Angeles le 25 décembre 1938, Alice Jo Hendrickson est une professeure de psychologie à l'université Northwestern à Evanston (Illinois, États-Unis), après avoir enseigné à l'université du Michigan, du Massachusetts et l'université Purdue.
Elle est auteure de Sex Differences in Social Behavior : A Social Role Interpretation, The Psychology of Attitudes co-écrit avec Shelly Chaiken, et de Through the Labyrinth: The Truth About How Women Become Leaders co-écrit avec Linda L. Carli. Elle a également écrit de nombreux articles et chapitres dans ses spécialités de recherche.
Elle a épousé Robert Victor Eagly en 1962 avec qui elle aura deux filles, Ingrid Victoria et Ursula Elizabeth.